# Damien Jurado
Damien Jurado es un Cantautor de Estados Unidos de América del género indie rock  de Seattle, Washington. A través de los años ha lanzado álbumes en muchas versiones; hoy, su sello principal es Secretly Canadian.

## Carrera musical
La carrera de solista de Damien Jurado comienza a mediados de los 90 liberando lo-fi folk basado en grabaciones en su propia versión sólo para casete, grabaciones caseras. Ganando un culto local después de Seattle, fue llevado a la atención de Sub Pop Records por Sunny Day Real Estate cantante Jeremy Enigk. Después de 7 lanzamientos, (Motorbike and Trampoline) Sub Pop emitieron su primer álbum completo Waters Ave S en 1997. Su segundo álbum Rehearsals for Departure, lanzado en 1999, fue un avance relativo. Producido por Ken Stringfellow (The Posies, Big Star), el segundo álbum de Jurado lo estableció como un cantante y compositor de gran capacidad.
A menudo se hace uso de found sound y técnicas de grabaciones de campo, y ha experimentado con diferentes formas de grabación. En 2000 In 2000 lanzó Postcards and Audio Letters, una colección de cartas y fragmentos de audio que había encontrado de fuentes tales como tiendas de segunda mano, reproductores de cintas y contestadores automáticos. También lanzó en el 2000 Ghost of David, el audio más sombrío y personal de Jurado grabado hasta la fecha. I Break Chairs (2002) fue producido por su amigo de mucho tiempo, Pedro the Lion's David Bazan. Ese fue su último álbum del género Sub Pop, y fue un asunto mucho más roquero - eléctrico. Después de firmar para la firma Indiana-based Secretly Canadian, Damien Jurado volvió a su estilo basado en la balada popular, lanzando cuatro álbumes más: Where Shall You Take Me? (2003), On My Way to Absence, (2005) And Now That I'm In Your Shadow (2006) y el más roquero Caught in the Trees (2008).
En 2009, Damien se unió con su hermano Drake para lanzar un LP bajo el nombre de Hoquiam, lanzado el 23 de febrero de 2010. Dicho álbum fue el predecesor del siguiente álbum solista de Damien, llamado Saint Bartlett, el cual fue lanzado el 25 de mayo de 2010 y fue producido por su compañero de firma Richard Swift. Después de la gira del álbum con Kay Kay and His Weathered Underground, Jurado comenzó a trabajar en su siguiente álbum.  El 21 de febrero de 2012 lanzó su décimo álbum de estudio, Maraqopa, su sexto por Secretly Canadian. El último álbum de Jurado, Brothers and Sisters of the Eternal Son, fue lanzado el 21 de enero de 2014. El álbum es el tercero hecho en colaboración con el productor Richard Swift.
Jurado aparece en las pistas Almost Home” y The Dogs en el álbum de Moby Innocents.
Jurado apareció en un episodio de BYUtv serie documental musical Audio-Files.
La canción de Jurado "Everything Trying" aparece en las series de NBC “The Blacklist” Primera Temporada Episodio 12 y en 2013 en la mejor grabación foránea The Great Beauty.

## Discografía
- Waters Ave S (Sub Pop - January 1997)[9]
- Rehearsals for Departure (Sub Pop — March 1999)
- Ghost of David (Sub Pop — September 2000)[10]
- I Break Chairs (Sub Pop — February 2002)[9][11]
- Where Shall You Take Me? (Secretly Canadian - March 2003)[12]
- This Fabulous Century (Burnt Toast - October 2004)
- On My Way to Absence (Secretly Canadian - April 2005)
- And Now That I'm in Your Shadow (Secretly Canadian - October 2006)[13][14]
- Caught in the Trees (Secretly Canadian – September 2008)
- Saint Bartlett (Secretly Canadian – May 2010)
- Live At Landlocked (Secretly Canadian – April 16, 2011)[15]
- Maraqopa (Secretly Canadian - February 21, 2012)
- Brothers and Sisters of the Eternal Son (Secretly Canadian - January 21, 2014) UK #100 US #101
- The Horizon Just Laughed (Secretly Canadian / Popstock! - May 4, 2018)[16]
- In the shape of a storm (2019)
- What's new, Tomboy? (2020)
- The Monster Who Hated Pennsylvania (2021)
- Reggae film star (2022)

### Sencillos
- 1995 Motorbike (Sub Pop)
- 1996 Trampoline (Sub Pop)
- 1997 Halo Friendly (Summershine)
- 1997 Vary (Tooth & Nail)
- 1998 Chevrolet (UK-only, Snowstorm)
- 1998 Gathered in Song (Made in Mexico)
- 1999 Letters & Drawings (UK-only, Ryko)
- 2000 Postcards and Audio Letters (Made in Mexico)
- 2001 Four Songs (Burnt Toast Vinyl)
- 2002 Big Let Down (Secretly Canadian)
- 2003 Holding His Breath (Acuarela)
- 2004 Just in Time for Something (Secretly Canadian)
- 2006 'Traded for Fire/Ghost of David' Split with Dolorean (Secretly Canadian)
- 2006 Gathered in Song (Made in Mexico, Re-Release with bonus tracks)
- 2014 Ohio (Filous Remix)

### Gira de lanzamiento solista
- 2004 Walk along the Fence
- 2006 untitled 6 Song EP
- 2007 the trees tour EP
- 2009 European Tour CDR

### Aspectos de la compilación
- "Just A Closer Walk With Thee" - Bifrost Arts' Come O Spirit (Sounds Familyre 2009)